# Henrique Capriles Radonski
Henrique Capriles Radonski (* 11. července 1972 Caracas, Venezuela) je venezuelský právník a politik, člen strany Primero Justicia.

## Život
Vystudoval práva na Universidad Católica Andrés Bello v Caracasu. Poprvé vstoupil do politiky ve svých 26 letech, kdy se stal členem venezuelského parlamentu. V roce 2000 založil spolu s Leopoldo Lópezem a Juliem Borgesem stranu Primero Justicia.
V letech 2004 až 2008 vykonával funkci starosty obce Barutas. V listopadu 2008 byl zvolen guvernérem státu Miranda, nahradil tak vojáka Diosdada Cabella. Tuto funkci obhájil v roce 2012.
Ve volbách roku 2012 Capriles kandidoval též na prezidentský úřad, proti dosavadnímu prezidentu Hugo Chávezovi však neuspěl. V dubnu 2013, po smrti Cháveze, pak neúspěšně kandidoval proti jeho nástupci Nicolási Madurovi, kdy dostal o necelé dvě procenta méně hlasů. Tyto prezidentské volby Capriles prohlásil za zfalšované.
Patřil k výrazným představitelům venezuelské politicky různorodé opoziční koalice Kulatý stůl demokratické jednoty.